# Gyerejivka
Gyerejivka a rézkori Szrednyij Sztog-kultúra régészeti lelőhelye a Dnyeper középső folyásánál. Leletei a szénizotópos kormeghatározás szerint i. e. 3450–3280 közé esnek. Nagy mennyiségben kerültek itt elő lócsontok, amelyekről évtizedekig azt hitték, hogy ezek a ló első háziasítása helyének bizonyítékai. Ez a feltételezés azonban idővel tévesnek bizonyult, a csontok valamennyien vadlovaktól származtak. 

## Lócsontok és a ló háziasítása
A területen feltárt 3703 emlőscsont közül 2255 (60%) volt lócsont. Ezeket eleinte háziasított lovak maradványainak vélték, és emiatt Gyerejivka lett ekkor a Dnyepertől keletre eső sztyepp legkorábbi ismert lóháziasítási központja. Az 1980-as években azonban kiderült, hogy a csontok legalább 52 lótól származtak, és ezek valamennyien vadlovak voltak. Itt tehát nem háziasítottak lovat. Gyereivka ezelőtt a kurgán-hipotézis egyik fontos kiindulópontját jelentette, amely szerint innen – Gimbutas szerint az indoeurópai őshazából – terjedt volna el a ló keleti és nyugati irányban is az indoeurópai népek szétvándorlása révén. A lószerszámra és a lóvontatta kocsira vonatkozó közös indoeurópai terminológia hiánya is azt sugallja, hogy a lovat nem a protoindoeurópaiak, hanem már szétválásuk után egyik utódcsoportjuk, esetleg egy nemindoeurópai nép háziasította. 